# Laura Polverelli
Laura Polverelli (Siena, 1967) è un mezzosoprano italiano.

## Biografia
Dopo il diploma di pianoforte al Conservatorio Luigi Cherubini di Firenze e di canto al Conservatorio di Verona si è perfezionata all'Accademia Musicale Chigiana con Carlo Bergonzi ed Alfredo Kraus ed in seguito al Hochschule für Musik und Theater München.
Nel 1993 debutta al Teatro alla Scala di Milano come Puck nella prima di Oberon (opera) diretta da James Conlon con Elizabeth Connell e Ben Heppner.
Nel 1995 al Festival di Salisburgo è Annina ne La traviata diretta da Riccardo Muti con i Wiener Philharmoniker, Andrea Rost, Renato Bruson e Lorenzo Regazzo.
Nel 1996 debutta negli Stati Uniti come La Cenerentola a Seattle ed alla Scala è Fenena in Nabucco diretta da Muti con Vincenzo La Scola ed Ascanio nella prima di Les Troyens con Colin Davis (direttore d'orchestra) e Jane Henschel.
Nel 1997 al Teatro della Pergola di Firenze è Dryade in Ariadne auf Naxos diretta da Zubin Mehta con Ildikó Komlósi e Heinz Zednik, per la Scala è Zaida ne Il turco in Italia diretta da Riccardo Chailly con Regazzo al Teatro Ponchielli di Cremona e nella prima scaligera con Mariella Devia e Michele Pertusi.
Nel 1998 al Rossini Opera Festival di Pesaro è voce Ross nella prima assoluta di Isabella di Azio Corghi con Joseph Calleja, Regazzo ed Elio (cantante) e per il Teatro La Fenice di Venezia la protagonista di L'Orione di Francesco Cavalli diretta da Andrea Marcon con la Venice Baroque Orchestra, Cinzia Forte, Sara Mingardo e Regazzo al Teatro stabile del Veneto Carlo Goldoni.
Nel 1999 a Pesaro è Isaura in Tancredi (opera) diretta da Gianluigi Gelmetti con l'Orchestra della Toscana, Giuseppe Filianoti e Daniela Barcellona e Marchesa Melibea ne Il viaggio a Reims diretta da Daniele Gatti con l'Orchestra e Coro del Teatro Comunale di Bologna, Elizabeth Norberg-Schulz, Eva Mei, Juan Diego Flórez, Pertusi, Nicola Ulivieri, Bruno Praticò, Roberto Frontali e Massimo Giordano (tenore). 
Nel 2000 al Glyndebourne Festival Opera è Dorabella in Così fan tutte con la London Philharmonic Orchestra ed Alan Opie e per La Fenice Isabella ne L'italiana in Algeri diretta da Claudio Scimone con Regazzo e Bruno de Simone a Padova.
Nel 2001 a Pesaro è Madama La Rose ne La gazzetta con Stefania Bonfadelli, Pietro Spagnoli e Praticò.
Nel 2002 per la Scala è Rosina ne Il barbiere di Siviglia (Rossini) con Flórez e Giorgio Surian al Teatro degli Arcimboldi e per La Fenice Dorabella in Così fan tutte con Pertusi al Teatro Malibran.
Nel 2003 è Sesto in Giulio Cesare (Händel) con Ann Murray al Bayerische Staatsoper, al Teatro Regio di Torino Dorabella in Così fan tutte con Patrizia Ciofi e Nicola Ulivieri e per La Fenice Rosina ne Il barbiere di Siviglia diretta da Marcello Viotti con de Simone e Nicolai Ghiaurov al Malibran.
Nel 2005 alla Fenice è Rodrigo in Pia de' Tolomei (opera) con la Ciofi e Francesco Meli.
Nel 2006 al Teatro Comunale di Firenze è Mrs. Meg Page in Falstaff (Verdi) diretta da Mehta con Ruggero Raimondi, Carlo Bosi e Barbara Frittoli.
Nel 2007 alla Fenice è Felicia ne Il crociato in Egitto con la Ciofi ed Alceste in Ercole su'l Termodonte diretta da Fabio Biondi con l'Europa Galante e Roberta Invernizzi al Malibran ed allo Sferisterio di Macerata Elisabetta in Maria Stuarda (opera) diretta da Riccardo Frizza con Mario Cassi.
Nel 2008 a Bilbao è Dorabella in Così fan tutte con Regazzo e nel 2009 a Pesaro Isolier in Le Comte Ory diretta da Paolo Carignani con Regazzo.
Nel 2010 debutta al Wiener Staatsoper come Maffio Orsini in Lucrezia Borgia (opera) con Pertusi ed Edita Gruberová, a Salisburgo Giuditta in Betulia liberata di Niccolò Jommelli diretta da Muti ed al Teatro studio Valeria Moriconi di Jesi la protagonista di Il Flaminio di Giovanni Battista Pergolesi diretta da Ottavio Dantone con l'Accademia Bizantina e Juan Francisco Gatell.
Nel 2011 a Vienna è Rosina ne Il barbiere di Siviglia ed al Teatro Giovanni Battista Pergolesi di Jesi Giulia ne La Salustia.
Nel 2012 a Vienna è Dorabella in Così fan tutte con la Frittoli e Natale De Carolis, al Teatro Verdi (Trieste) canta Stabat Mater (Rossini) diretta da Gelmetti ed a Baden-Baden Isoletta ne La straniera con la Gruberova.
Nel 2013 alla Scala è Mrs. Meg Page nella prima di Falstaff diretta da Daniel Harding con Ambrogio Maestri, Francesco Demuro, Bosi, Carmen Giannattasio, Irina Lungu e la Barcellona, a Trieste Sesto ne La clemenza di Tito diretta da Gelmetti con Filianoti e la Mei (protagonista di una puntata di Prima della prima su Rai 3), a Firenze Elisabetta in Maria Stuarda con la Devia, a Torino Rosina ne Il barbiere di Siviglia con Paolo Bordogna e Nicola Ulivieri ed al Teatro Flavio Vespasiano di Rieti Giovanna Seymour in Anna Bolena (opera) diretta da Biondi.
Nel 2014 al Rossini in Wildbad è Tebaldo in Tebaldo e Isolina di Francesco Morlacchi diretta da Antonino Fogliani, al Teatro Verdi (Padova) Rosina ne Il barbiere di Siviglia ed all'Opera di Firenze Mrs Meg Page in Falstaff diretta da Mehta con Maestri e Bosi.
Nel 2015 a Trieste è Orfeo in Orfeo ed Euridice (Gluck) con la Forte, a Bassano del Grappa Dorabella in Così fan tutte ed a Santa Cruz de Tenerife Elisabetta I in Maria Stuarda con Celso Albelo.
Nel 2016  è Cherubino ne Le nozze di Figaro con la Mei al Teatro Regio di Parma ed al Teatro Municipale (Reggio Emilia), Adalgisa in Norma (opera) diretta da Nello Santi con la Devia e Carlo Colombara al Teatro San Carlo di Napoli ed Elisabetta in Maria Stuarda diretta da Fogliani con Demuro all'Opéra de Monte-Carlo.

## Repertorio
| Ruolo                 | Titolo                     | Autore     |
| --------------------- | -------------------------- | ---------- |
| Isoletta              | La straniera               | Bellini    |
| Romeo Montecchi       | I Capuleti e i Montecchi   | Bellini    |
| Adalgisa              | Norma                      | Bellini    |
| Ascanio               | Les Troyens                | Berlioz    |
| Carmen                | Carmen                     | Bizet      |
| Orione                | L'Orione                   | Cavalli    |
| Giovanna Seymour      | Anna Bolena                | Donizetti  |
| Maffio Orsini         | Lucrezia Borgia            | Donizetti  |
| Elisabetta I          | Maria Stuarda              | Donizetti  |
| Rodrigo               | Pia de' Tolomei            | Donizetti  |
| Sara                  | Roberto Devereux           | Donizetti  |
| Pierrotto             | Linda di Chamounix         | Donizetti  |
| Orfeo                 | Orfeo ed Euridice          | Gluck      |
| Rinaldo               | Rinaldo                    | Händel     |
| Sesto                 | Giulio Cesare in Egitto    | Händel     |
| Irene                 | Tamerlano                  | Händel     |
| Rambaldo              | Armida abbandonata         | Jommelli   |
| Beppe                 | L'amico Fritz              | Mascagni   |
| Charlotte             | Werther                    | Massenet   |
| Dulcinée              | Don Quichotte              | Massenet   |
| Felicia               | Il Crociato in Egitto      | Meyerbeer  |
| Messaggera Proserpina | L'Orfeo                    | Monteverdi |
| Poppea                | L'incoronazione di Poppea  | Monteverdi |
| Tebaldo               | Tebaldo e Isolina          | Morlacchi  |
| Idamante              | Idomeneo                   | Mozart     |
| Cherubino             | Le nozze di Figaro         | Mozart     |
| Zerlina               | Don Giovanni               | Mozart     |
| Dorabella             | Così fan tutte             | Mozart     |
| Sesto                 | La clemenza di Tito        | Mozart     |
| Giulia                | La Salustia                | Pergolesi  |
| Flaminio              | Il Flaminio                | Pergolesi  |
| Licida                | L'Olimpiade                | Pergolesi  |
| L'Enfant              | L'Enfant et les sortilèges | Ravel      |
| Ernestina             | L'equivoco stravagante     | Rossini    |
| Isaura                | Tancredi                   | Rossini    |
| Isabella Zulma        | L'italiana in Algeri       | Rossini    |
| Zaida                 | Il turco in Italia         | Rossini    |
| Rosina                | Il barbiere di Siviglia    | Rossini    |
| Madame La Rose        | La gazzetta                | Rossini    |
| Angelina Tisbe        | La Cenerentola             | Rossini    |
| Eduardo               | Eduardo e Cristina         | Rossini    |
| Elena                 | La donna del lago          | Rossini    |
| Isolier               | Le Comte Ory               | Rossini    |
| Emone                 | Antigona                   | Traetta    |
| Fenena                | Nabucco                    | Verdi      |
| Annina                | La traviata                | Verdi      |
| Mrs Meg Page          | Falstaff                   | Verdi      |
| Juditha               | Juditha triumphans         | Vivaldi    |
| Alceste               | Ercole su'l Termodonte     | Vivaldi    |
| Epitide               | L'oracolo in Messenia      | Vivaldi    |
| Puck                  | Oberon                     | Weber      |

## Discografia
- Bellini  :  La Straniera -Edita Gruberova/José Bros/ Laura Polverelli / dir. Pietro Rizzo 2012
- Caldara :La Passione di Gesù Cristo Nostro Signore -Petibon/Polverelli /dir. Fabio Biondi Europa Galante Erato
- Donizetti: Maria Stuarda - Maria Pia Piscitelli/Simone Alberghini/Marchigiana Philharmonic Orchestra/Riccardo Frizza/Laura Polverelli/Mario Cassi/Roberto de Biasio/Coro Lirico Marchigiano 'V. Bellini'/Giovanna Lanza, 2007 Naxos
- Mascagni: Amico Fritz - Veronesi/Alagna/Gheorghiu, 2008 Deutsche Grammophon
- Mozart:  Le Nozze di Figaro- Laura Polverelli / dir,. Jean-Claude Malgoire 1996 Auvidis
- Mozart : Così fan tutte - Laura Polverelli / dir. Jean Claude Malgoire 1996/Auvidis
- Morlacchi :Tebaldo e Isolina Laura Polverelli/Anicio Zorzi Giustiniani/Sandra Pastrana/dir. Antonino Fogliani 2014 Naxos
- Rossini: Turco in Italia - Chailly/Bartoli/Pertusi, 1997 Decca
- Rossini : Edoardo e Cristina- Laura Polverelli/Silvia Dalla Benetta/Kenneth Tarver /dir. Gianluigi Gelmetti 2017 Naxos
- Rossini : La riconoscenza Cantata pastorale- Laura Polverelli/ Mirco Palazzi/Edgardo Roca/ dir.Markus Poschner Orchestra della Svizzera Italiana 2018
- Traetta: Antigona - Maria Bayo/Anna Maria Panzarella/Laura Polverelli/Carlo Allemano/Gilles Ragon/Accentus, Les Talens Lyriques/Christophe Rousset, 2000 Decca
- Vivaldi: Concerti Da Camera - Laura Polverelli, 2002 Opus 111/naïve
- Vivaldi: Concerti e Cantate Da Camera III - Laura Polverelli/L'Astrée, 2005 naïve
- Vivaldi: Mottetti (RV 629, 631, 633, 623, 628, 630) - Academia Montis Regalis/Alessandro De Marchi, 2003 Opus 111/naïve

## DVD
- Donizetti: Anna Bolena (Reate Festival, 2013) - Europa Galante/Fabio Biondi, Dynamic
- Donizetti: Maria Stuarda (Sferisterio Opera Festival, 2007) - Mario Cassi/Riccardo Frizza, Naxos
- Donizetti : Pia de' Tolomei (Teatro La fenice) Laura Polverelli/ Patrizia Ciofi/ Dario Schmunck / dir. paolo Arrivabeni Dynamic 2005
- Jommelli: La Betulia Liberata - (Ravenna Festival)Polverelli/Giovannini/Korchak/Priante dir.Muti RMM
- Pergolesi: Il Flaminio (Fondazione Pergolesi Spontini, 2010) - Juan Francisco Gatell/Accademia Bizantina/Ottavio Dantone, Arthaus Musik
- Pergolesi: Salustia (Fondazione Pergolesi Spontini, 2011) - Arthaus Musik
- Martini : Il Maestro di Musica , Don Chisciotte Laura Polverelli/Caputo/ dir.Ferri Deutsche Harmonia Mundi 2012
- Massenet : Don Quichotte (Teatro G. Verdi Trieste) Laura Polverelli/Giacomo Prestia/ Alessandro Corbelli /dir. Bennet Bongiovanni 2006
- Meyerbeer : Il Crociato in Egitto (Teatro La Fenice) Laura Polverelli/Patrizia Ciofi/Marco Vinco/dir. E.Villaume Dynamic 2007
- Rossini: Le Comte Ory (Rossini Opera Festival, 2009) - Lorenzo Regazzo/Paolo Carignani, Arthaus Musik
- Verdi: Falstaff (Maggio Musicale Fiorentino, 2006) - Ruggero Raimondi/Carlo Bosi/Barbara Frittoli/Zubin Mehta, regia Luca Ronconi, Arthaus Musik